# Barrio Los Pioneros
Barrio Los Pioneros (también llamado Barrio Tavella) es un barrio de la localidad de Campana, ubicada en el partido homónimo, provincia de Buenos Aires, Argentina.

## Población
Cuenta con 1,823 habitantes (Indec, 2010), lo que representa un incremento del 170% frente a los 675 habitantes (Indec, 2001) del censo anterior.
| Gráfica de evolución demográfica de Barrio Los Pioneros entre 1991 y 2010 |
|                                                                           |
| Fuente: Censos nacionales del INDEC                                       |

- Datos: Q5197200